# آلبرت هیت
آلبرت هیت (انگلیسی: Albert Heath; ۳۱ مهٔ ۱۹۳۵ – ۳ آوریل ۲۰۲۴) موسیقی‌دان سبک جاز، طبل‌زن، آهنگساز و تهیه‌کننده موسیقی اهل ایالات متحده آمریکا بود. وی بین سال‌های ۱۹۵۷ تا ۲۰۲۴ میلادی فعالیت می‌کرد.